# مک‌ورلد - آی‌ورلد

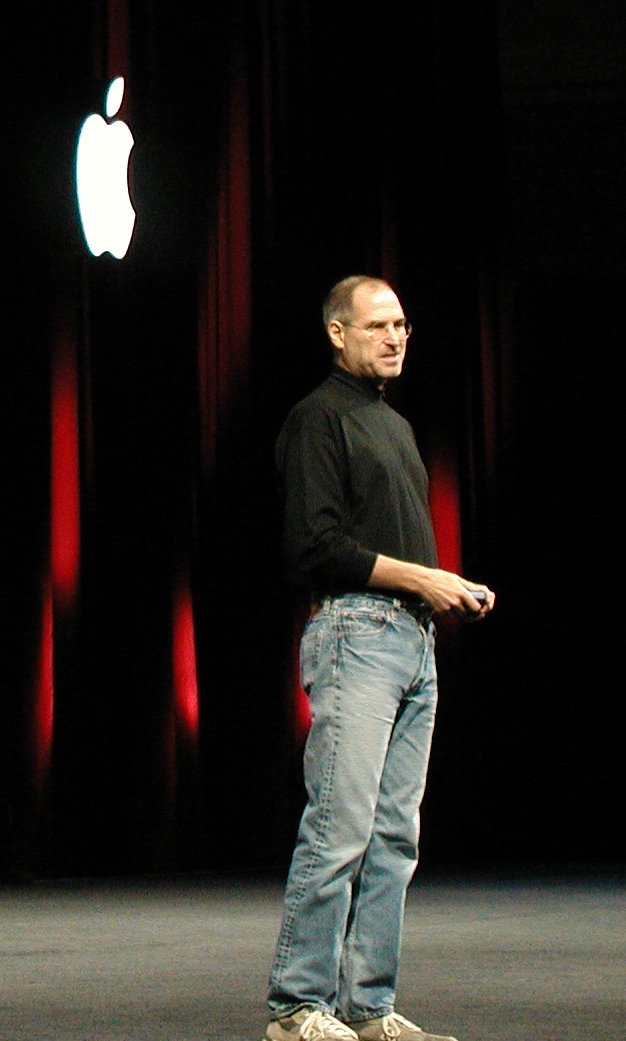
استیو جابز در مک‌ورلد سال ۲۰۰۵

مک‌ورلد - آی‌ورلد (به انگلیسی: Macworld - iWorld) یک کنفرانس به همراه نمایش تجاری است که توسط آی‌دی‌جی به وجود آمده و به پلتفرم اپل مکینتاش اختصاص دارد. این کنفرانس که به‌طور سالانه در ماه ژانویه در آمریکا برگزار می‌شود اولین بار در سال ۱۹۸۵ در سان فرانسیسکو برگزار شد. این کنفرانس در سال ۲۰۱۲ طی روزهای ۲۶ تا ۲۸ ژانویه برگزار شد. پیش از ثبت نام مک‌ورلد اعلام کرد که مایل است نام کنفرانس به مک‌ورلد - آی‌ورلد تغییر کند و بر همهٔ محصولات iOS تمرکز داشته باشد.
Macworld به‌طور اختصاصی به عنوان نماد مجله مکینتاش در شمال آمریکا و یک علامت تجاری، انتشارات و یک شرکت تابعه متعلق به گروه داده بین‌المللی است. IDG World Expo همچنین نیز یک شرکت تابعه است.
سخنرانان این کنفرانس توسط رهبران در زمینه‌های خود آموزش داده می‌شود. آن‌ها مدت چند روز بیشتر از Expo، که عموماً سه یا چهار روز اجرا می‌شود، ادامه می‌یابد. شرکت کنندگان می‌توانند از نمایشگاه‌ها، توسط تولیدکنندگان سخت‌افزار و ناشران نرم‌افزاری که از پلت فرم مکینتاش پشتیبانی می‌کنند بازدید کنند.
در تاریخ ۱۸ دسامبر ۲۰۰۸، اپل اعلام کرد که کنفرانس Macworld 2009 و کنفرانس Expo آخرین دوره ای است که شرکت می‌کند. در ۱۴ اکتبر 2014 IDG Macworld / iWorld را به‌طور نامحدود به حالت تعلیق درآورد.

## تاریخچه
اولین نمایشگاه Macworld در ۱۹۸۵ در سانفرانسیسکو رخ داد. این کنفرانس توسط Peggy Kilburn ایجاد شد که به منظور افزایش حجم و سود این رویداد در طول دوره اش (۱۹۸۵–۱۹۹۹) کمک کرد. در میان سخنرانانی که توسط کیلبرن استخدام شدند، دیوید پگو، استیو کیس، باب LeVitus، و همچنین نمایندگان BMUG, LaserBoard می‌توان نام برد.
رویداد سان فرانسیسکو همیشه در مرکز Moscone برگزار شده‌است. این نمایشگاه همچنین در سال ۱۹۸۵ تا ۱۹۹۳ در سالن Brooks در نزدیکی مرکز مدنی سانفرانسیسکو برگزار شد، در حالی که گسترش مرکز Moscone اجازه داد که نمایش در یک مکان ثابت شود.
تا سال ۲۰۰۵، نمایش‌های ایالات متحده در نیمه سال به نمایش گذاشته شد، با نمایش ژانویه در سانفرانسیسکو و نمایش تابستانی دیگری در شرق ایالات متحده برگزار شد. رویداد بعد در ابتدا در بوستون در کنفرانس Bayside Expo و کنفرانس اجرایی برگزار شد و بعداً با حضور دوگانه در مرکز تجارت جهانی بوستون گسترش یافت.
از سال ۱۹۹۸ تا ۲۰۰۳ در مرکز کنوانسیون جاکوب ک. جاویتس در نیویورک برگزار شد. تابستان ۲۰۰۴ و ۲۰۰۵ نشان می‌دهد، کنفرانس Macworld و Expo به‌طور مجانی در بوستون برگزار شد، اگرچه بدون مشارکت اپل. شرکت‌های دیگر به رهبری اپل، کاهش یا کاهش اندازه نمایشگاه‌های خود را منجر شدند، که منجر به کاهش حضور در مقایسه با کنفرانس Macworld قبلی. در تاریخ ۱۶ سپتامبر ۲۰۰۵، IDG اعلام کرد که هیچ نمایشگاه تابستانی در نیویورک و بوستون برگزار نخواهد شد.

### نمایش در شهرهای دیگر
نمایشگاه توکیو، تولید شده توسط IDG World Expo Japan، در Makuhari Messe برگزار شد و در سال ۲۰۰۲ به Tokyo Big Sight نقل مکان کرد.
نشست Macworld Expo، نسخه ای از نمایش که مشتریان دولت ایالات متحده را هدف گرفته‌است، در اواخر سال ۱۹۹۴ در مرکز کنوانسیون واشینگتن دی سی برگزار شد.
در سال ۲۰۰۴، Macworld UK، بخشی از IDG UK division of IDG، دو رویداد کنفرانس Macworld را به خود اختصاص داد: یک کنفرانس مستقل و یک کنفرانس در کنار نمایشگاه MacExpo در لندن.
از سال ۱۹۹۷، نمایشنامه توسط استیو جابز، مدیر عامل شرکت اپل شناخته شده‌است، برای ارائه سخنرانی‌هایش (گاهی اوقات Stevenotes نامیده می‌شود).

#### ۱۹۸۷
نمایشگاه بوستون MacWorld 1987 در ۱۱–۱۳ اوت برگزار شد. مهم‌ترین معرفی محصول در نمایشگاه HyperCard بیل اتکینسون بود. بیش از ۳۰۰۰ نسخه از نرم‌افزار به فروش رفت. MultiFinder، تبادل فایل اپل، ImageWriter LQ, EtherTalk, AppleShare PC و مودم AppleFax از جمله اعلامیه‌های محصول اپل بود. حدود ۴۰٬۰۰۰ نفر در این نمایشگاه شرکت کردند. بررسی MacUser از این نمایش مثبت نشان می‌دهد که آن را “آشکار، هیجان انگیز، و ناامید کننده است. در حالی که مک به وضوح تبدیل شدن به ماشین کسب و کار انتخاب از طریق بسیاری از شرکت‌های بزرگ آمریکا، نمایش فضای استریل است که تجارت خالص کسب و کار نشان می‌دهد. اغلب اوقات آن کاملاً ساده هیجان انگیز بود و وعده آینده که همیشه در هوا کاملاً مثبت بود. ”

#### ۱۹۸۸
سان فرانسیسکو MacWorld با حضور ۴۵۰۰۰ نفر و ۴۰۰ کمپانی؛ اعلام اولیه اپل برای این نمایش، یک خانواده جدید از پرینترهای LaserWriter بود.

#### ۱۹۹۱
اپل پیش از معرفی سیستم PowerBook، اولین نسل از کامپیوترهای خروجی قابل حمل خود را با مکینتاش در نمایشگاه بوستون نشان دادند.

## نگارخانه

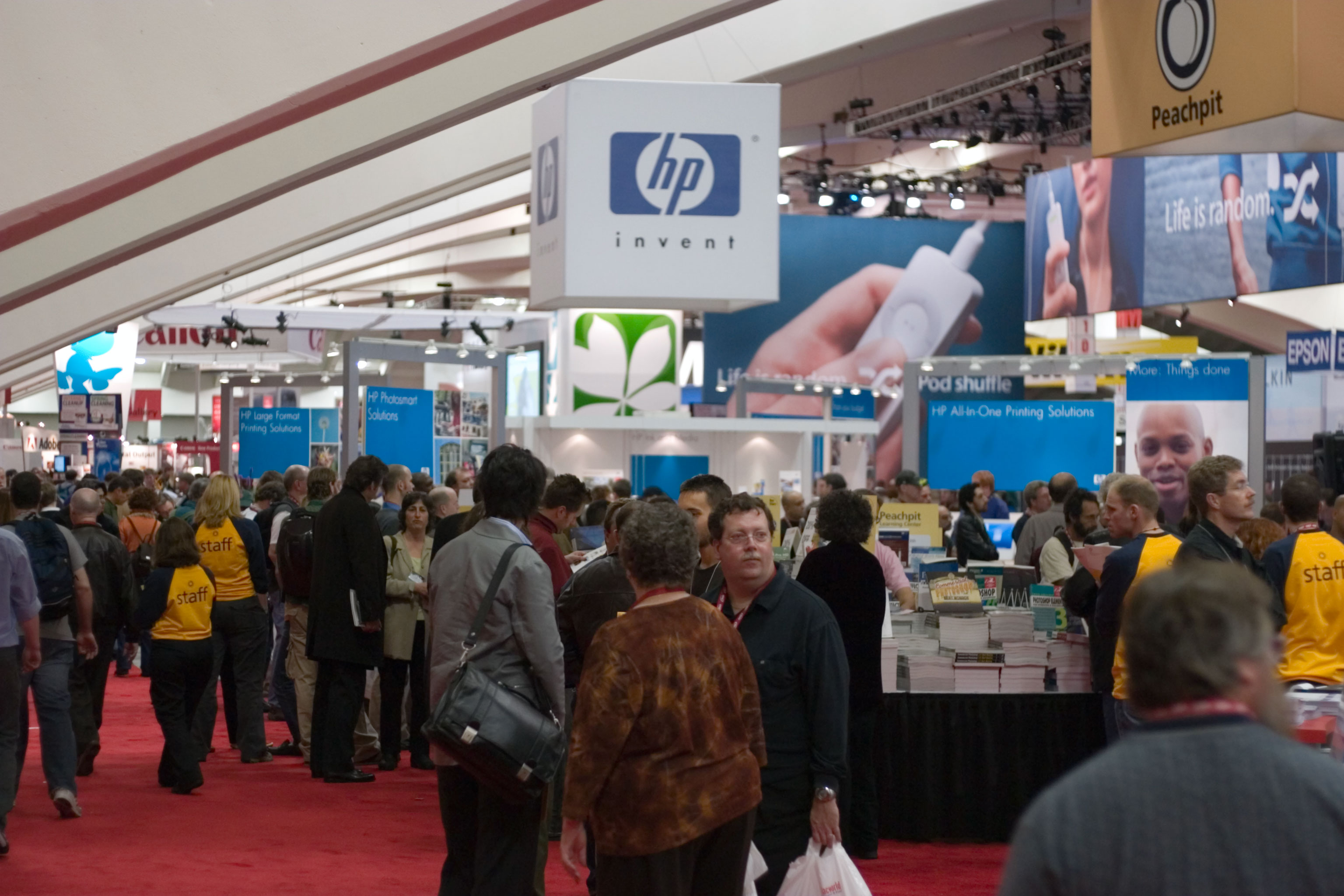
مک‌ورلد سال ۲۰۰۵
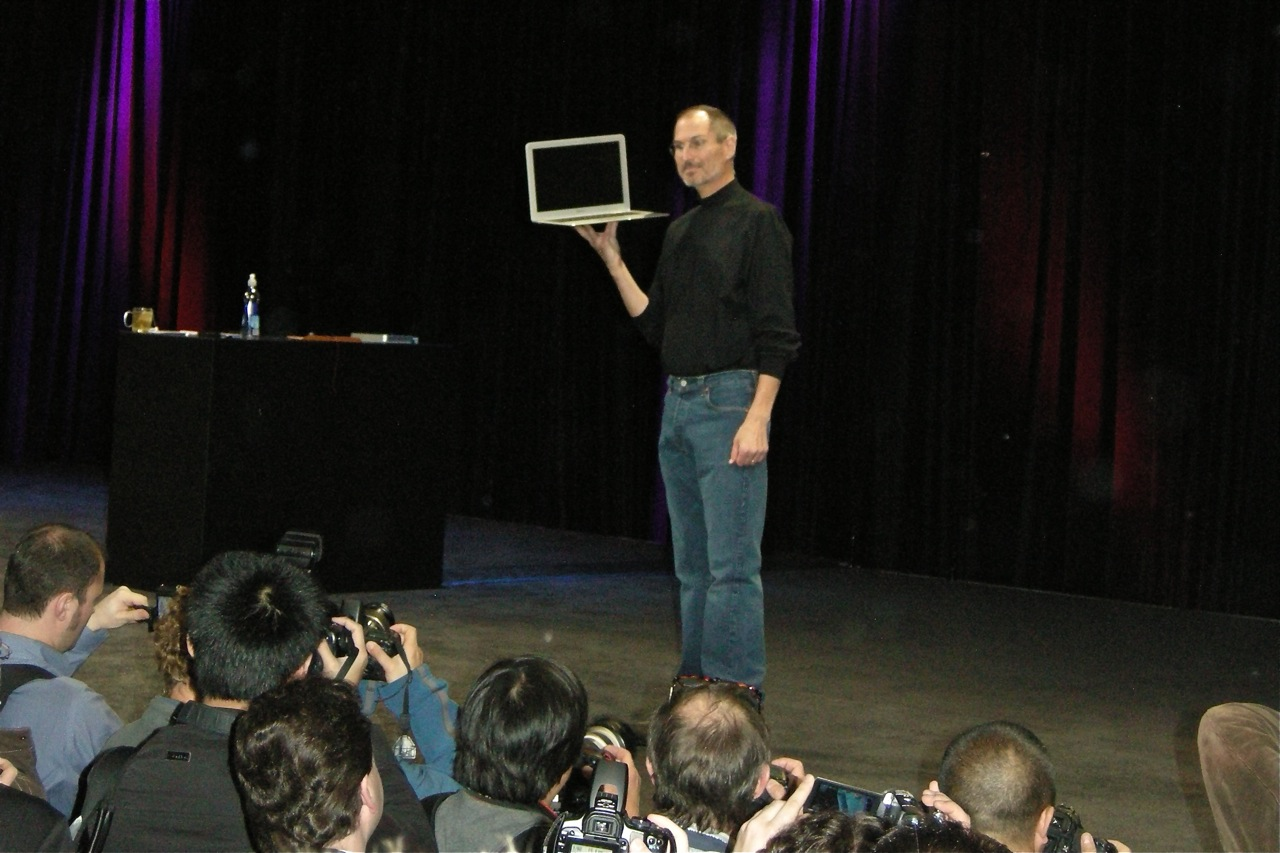
استیو جابز در حال معرفی مک‌بوک ایر در مک‌ورلد ۲۰۰۸
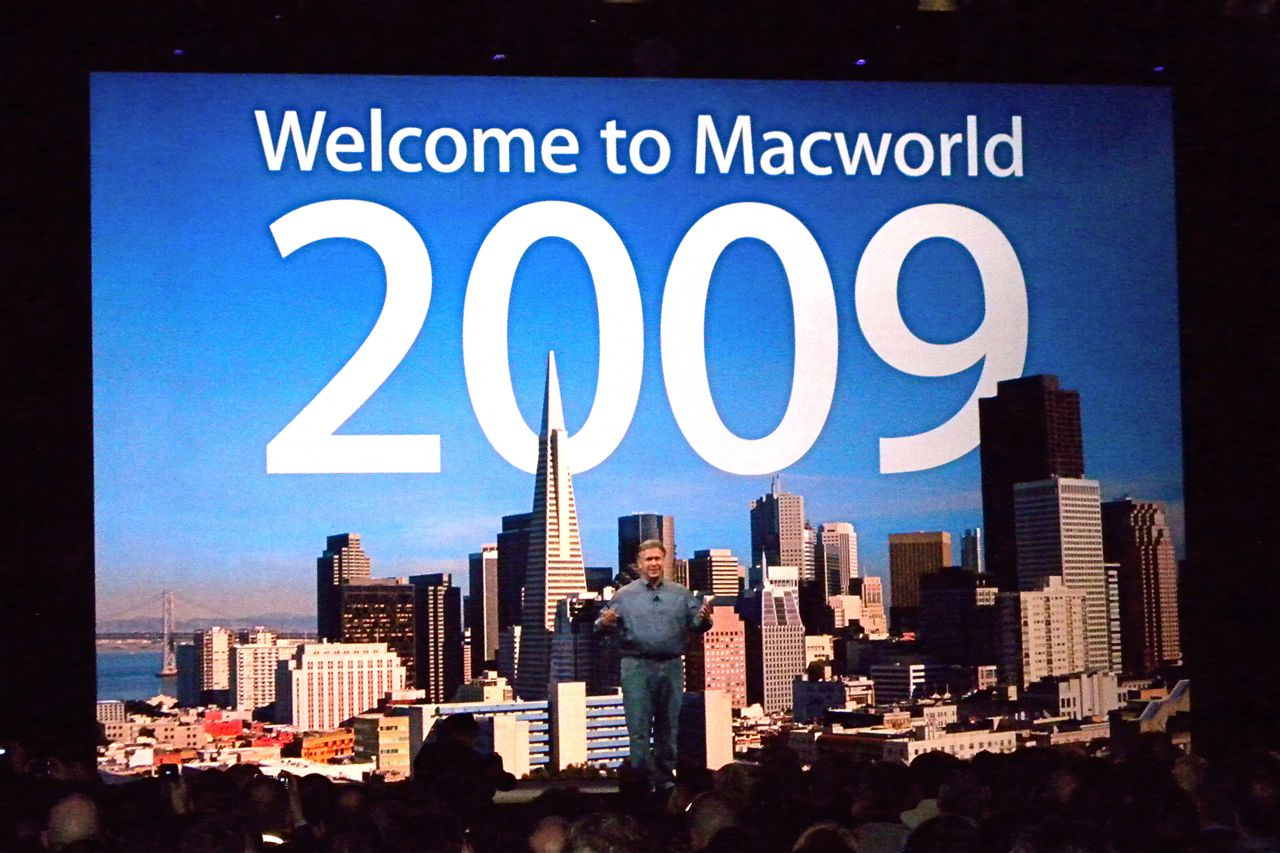
فیل شیلر در حال ارائه در مک‌ورلد ۲۰۰۹